# Dig a Pony
 Dig a Pony (englisch sinngemäß für: Nach einem Pony graben) ist ein Lied der britischen Band The Beatles, das 1970 auf ihrem zwölften Studioalbum Let It Be veröffentlicht wurde. Komponiert wurde es von John Lennon und Paul McCartney und unter der Autorenangabe Lennon/McCartney veröffentlicht.

## Hintergrund
Dig a Pony basiert hauptsächlich auf den musikalischen Ideen von John Lennon. Ursprünglich hieß das Lied All I want is You und war an Lennons damalige Lebensgefährtin und spätere Ehefrau Yoko Ono gerichtet. Der Text des Liedes ist eher eine Aneinanderreihung von Sätzen und ergibt als Ganzes keinen Sinn.
John Lennon sagte 1972 dazu: „Ich hatte einfach Spaß mit Wörtern. Es war buchstäblich ein Unsinnlied. Man nimmt nur Wörter und klebt sie zusammen, und man sieht, ob sie eine Bedeutung haben. Einige von ihnen tun es, andere nicht.“ 1980 wertete Lennon Dig a Pony als „ein weiteres Stück Müll“ ab.
Dig a Pony gehört zu den Liedern, die für den Beatles-Dokumentarfilm Let It Be verwendet worden sind. Die erste Version von Dig a Pony im Film stammt von den Probeaufnahmen in den Twickenham Film Studios, die zweite vom Rooftop Concert.

## Aufnahme

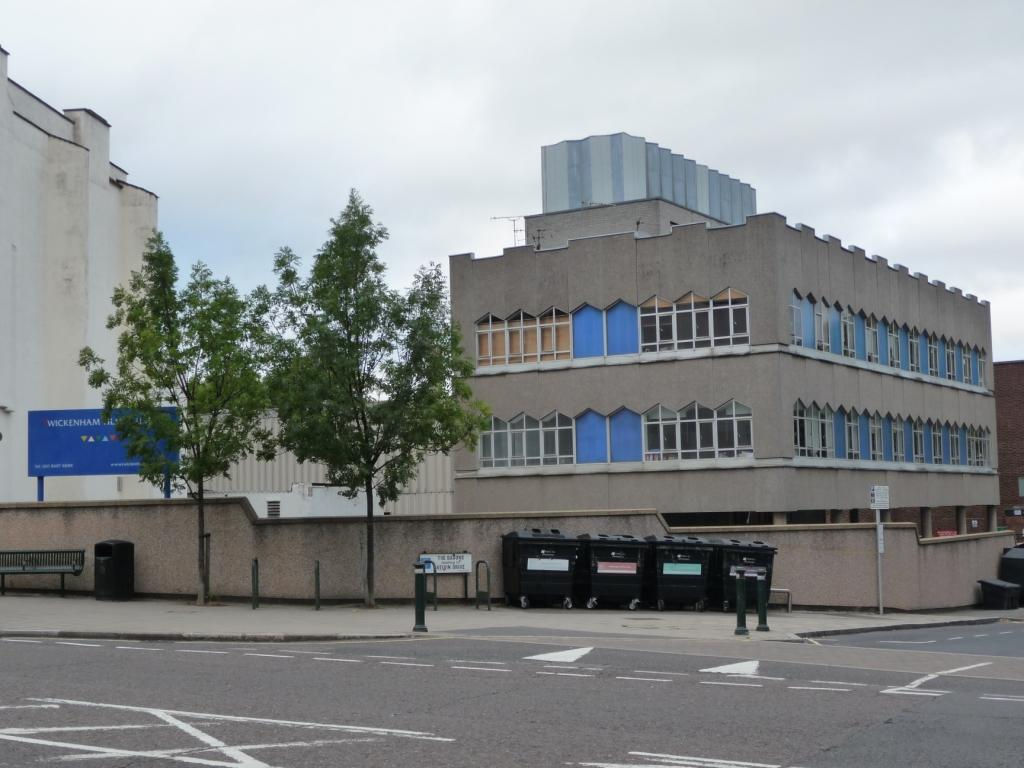
Twickenham Film Studios

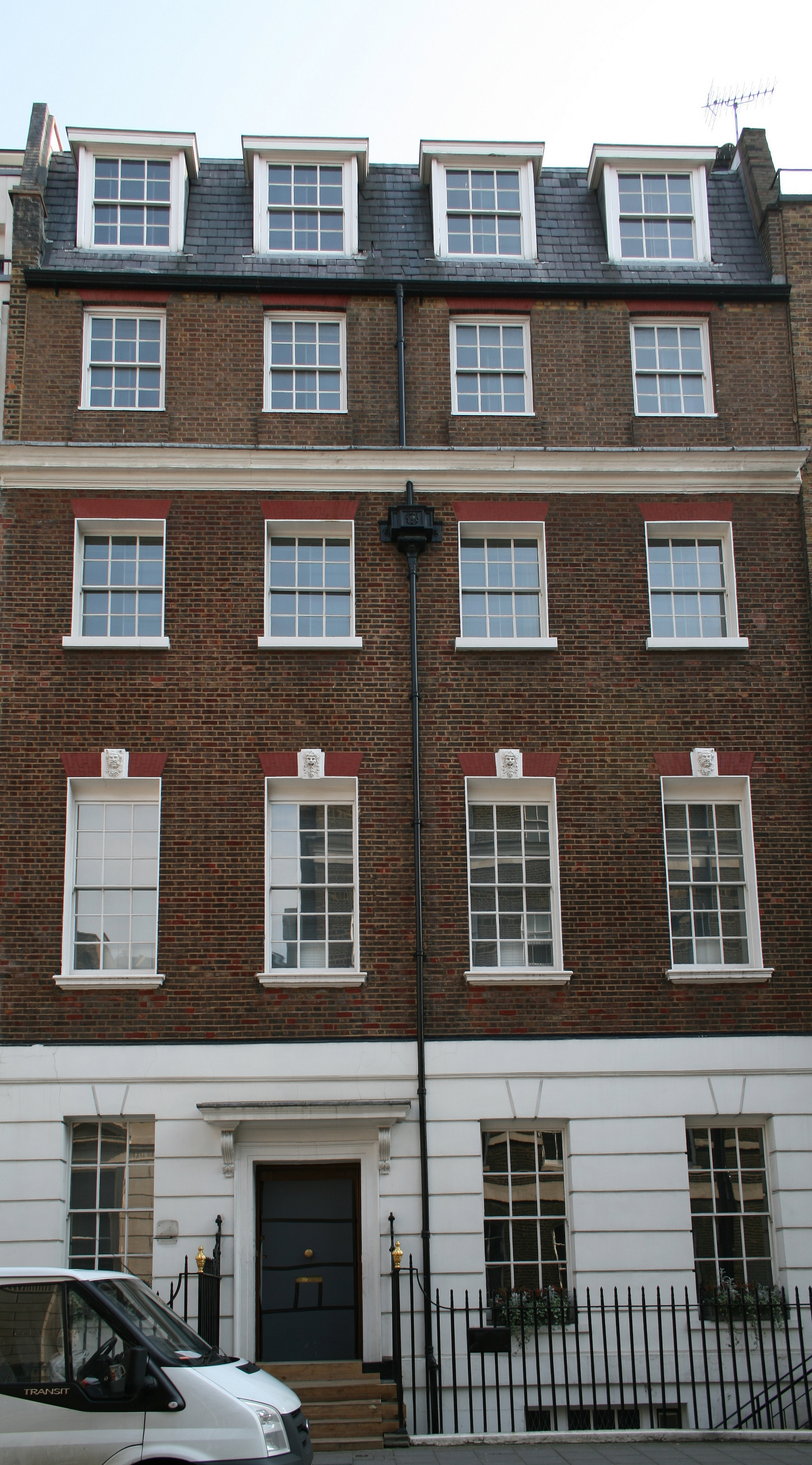
Savile Row 3, Ort des letzten Liveauftritts

Die ersten Aufnahmen des Liedes Dig a Pony erfolgten am 2. und 7. Januar 1969 in den Twickenham Film Studios auf Nagra-Tonbändern in Mono.
Dig a Pony wurde ab dem 21. Januar 1969 in den Londoner Apple Studios in der Savile Row Nr. 3 mit dem Produzenten Glyn Johns aufgenommen. Glyn Johns war auch der Toningenieur der Aufnahmen. Der Arbeitstitel von Dig a Pony lautete zu diesem Zeitpunkt All I want is You. Weitere Aufnahmen erfolgten am 22., 23., 26., 28., 29. und 30. Januar mit George Martin als Produzent und Glyn Johns als Toningenieur. Sämtliche Aufnahmen wurden live ohne Overdubs eingespielt.
Am 30. Januar begab sich die Gruppe – unterstützt von Billy Preston am Keyboard – auf das Dach des Apple-Gebäudes und spielte dort das sogenannte Rooftop Concert. Gespielt wurden die Lieder Get Back (3 Mal), Don’t Let Me Down (2 Mal), I’ve Got a Feeling (2 Mal), One After 909 (1 Mal) und Dig a Pony (1 Mal). George Martin war wiederum Produzent und Glyn Johns Toningenieur.
Am 5. Februar stellte Glyn Johns eine vorläufige Stereoabmischung der Liveversion von Dig a Pony der Rooftop-Concert-Aufnahme her.
Im April und Mai 1969 stellte Glyn Johns in den Olympic Sound Studios die erste Fassung des Albums Get Back fertig, auf diesem befindet sich eine Studio-Version vom 24. Januar von Dig a Pony. Am 5. Januar 1970 wurde die zweite Fassung vom Get Back-Album von Glyn Johns in den Olympic Sound Studios hergestellt, auf dieser befindet sich ebenfalls die Version vom 24. Januar 1969 des Liedes. Beide Versionen des Albums von Glyn Johns wurden von den Beatles abgelehnt.
Im März 1970 erhielt Phil Spector von John Lennon, George Harrison und Allen Klein den Auftrag, das Album endgültig fertigzustellen. Am 23. März mischte Spector in den Abbey Road Studios mit Hilfe des Toningenieurs Peter Brown und in Anwesenheit von Klein und Harrison unter anderen das Lied Dig a Pony neu ab, er verwendete die Rooftop-Concert-Aufnahme vom 30. Januar 1969.
Besetzung
- John Lennon: Rhythmusgitarre, Gesang
- Paul McCartney: Bass, Hintergrundgesang
- George Harrison: Leadgitarre
- Ringo Starr: Schlagzeug
- Billy Preston: Elektrisches Klavier

## Veröffentlichungen
- Am 8. Mai 1970 erschien in Deutschland das 17. Beatles-Album Let It Be, auf dem Dig a Pony enthalten ist. In Großbritannien wurde das Album ebenfalls am 8. Mai veröffentlicht, dort war es das 13. Beatles-Album. In den USA erschien das Album zehn Tage später, am 18. Mai 1970, dort war es das 20. Album der Beatles. In den USA und Kanada wurde das Lied I Dig a Pony statt Dig a Pony betitelt.[3][4]
- Am 25. Oktober 1996 wurde das Kompilationsalbum Anthology 3 veröffentlicht, auf dem sich eine Version von Dig a Pony befindet, bei dieser Version handelt es sich um eine Studioversion vom 22. Januar 1969, die in den Apple-Studios aufgenommen wurde. Dies ist jedoch nicht die von Glyn Johns verwendete Aufnahme für seine Zusammenstellung des Get Back-Albums.[1]
- Am 14. November 2003 erschien das Album Let It Be… Naked auf diesem befindet sich eine Neuabmischung der ursprünglichen Version von Allan Rouse, Paul Hicks und Guy Massey, im Gegensatz zur Let-It-Be-Version wurden der musikalische Fehlstart am Anfang und der Dialog am Ende des Liedes entfernt sowie der Gesang von John Lennon korrigiert.
- Am 15. Oktober 2021 erschien die Jubiläumsausgabe für das Album. Auf den Deluxe-Editionen dieses Albums wurde der Take 14 des Liedes vom 28. Januar 1969 veröffentlicht. Auf der vierten LP/CD der Deluxe-Edition befindet sich die von Glyn Johns verwendete Aufnahme des Liedes vom 22. Januar.[1]
- Am 28. Januar 2022 erschien das von Giles Martin und Sam Okell abgemischte Livealbum Get Back:The Rooftop Performance auf dem sich die Liveversion von Dig a Pony befindet.

## Coverversionen
Folgend eine kleine Auswahl:
- Laibach – Let It Be[5]
- Marisa Monte – Mais[6]
- Yellow Matter Custard – One Night in New York City[7]